# Bernard Ménétrel
Bernard Ménétrel, né le 22 juin 1906 à Paris et mort accidentellement le 31 mars 1947 à Mallemort, est un médecin français.
Il est connu pour avoir été un des conseillers privés du maréchal Pétain à Vichy.

## Biographie
Son père Louis Ménétrel est jusqu’à sa mort en 1936 l'ami et le médecin de Philippe Pétain. 
Très proche de la famille, le maréchal s'intéresse de près à la carrière de Bernard et celui-ci prend la succession de son père auprès de lui. D'aucuns l'ont faussement considéré comme le fils caché ou le filleul de Pétain (en fait Pétain a été le parrain du jeune frère de Bernard, prénommé Philippe, né en 1916 et mort à l'âge de six mois). Interne des hôpitaux de Paris, Ménétrel reprend le cabinet paternel et devient le médecin du maréchal. En septembre 1936, il se marie avec Aline Montcocol, dont le père, Célestin Montcocol, est une figure du syndicalisme patronal  et un riche entrepreneur en travaux publics. Pétain est son témoin. Ménétrel est proche de l'Action française, sans être véritablement militant, et n'est pas à cette époque antisémite,,.
Lorsque Pétain est rappelé par Paul Reynaud de son poste d'ambassadeur en Espagne pour intégrer le nouveau gouvernement, il loge chez Ménétrel, avenue Montaigne à Paris.
Dès le départ du gouvernement à Bordeaux, il accompagne le maréchal et, à Vichy, devient son secrétaire particulier tout en veillant sur sa santé, mais également sur son image. Il est très présent dans l'intimité du maréchal (une photo largement diffusée montre le maréchal Pétain soulevant avec sa canne une fillette, qui est Sophie, fille de Bernard Ménétrel), l'accompagnant dans sa promenade quotidienne et durant les quatre années du régime de Vichy, ne sera jamais éloigné plus de quatre jours du maréchal. Son bureau sert d'antichambre à celui de Pétain. De ce fait, les contemporains - y compris parmi les Allemands - lui supposent une grande influence sur le chef de l'État. Ainsi Pierre Laval croit que le docteur Ménétrel est impliqué dans son éviction le 13 décembre 1940. Plus tard, les relations tendues entre Ménétrel et Darlan amènent le premier au bord de la démission. Sa biographe Bénédicte Vergnez-Chaignon insiste sur le climat d'intrigue qui règne à Vichy, mais dénie toute influence déterminante à Bernard Ménétrel. S'il semble qu'il soit à l'origine des visites mensuelles mises en scène du maréchal en province et qu'il a réussi à dissuader Pétain d'accompagner les Allemands pour une cérémonie pour le retour de la dépouille de l'Aiglon aux Invalides, il ne le convaincra pas de rejoindre l'amiral Darlan à Alger en novembre 1942, ni à l'été 1944 de quitter Vichy et de se placer sous la protection de réseaux de résistance amis. 
Le 18 juin 1943 il reçoit le colonel SS Helmut Knochen, chef de la sûreté et du SD (le service de renseignement de la SS) pour la France, et lui fait part de la position du maréchal Pétain sur la question juive, à savoir qu'il ne souhaite pas voir appliquer une solution radicale d'inspiration nationale-socialiste, mais seulement une solution nationale qui priverait tous les juifs de la possibilité d'accéder à des postes importants en France. Le docteur Ménétrel confie à Knochen son admiration personnelle pour la politique allemande de « déracinement définitif de la juiverie ». Ménétrel bloque systématiquement les lettres d'anciens combattants juifs adressées à Pétain et faisant appel à sa clémence, en y ajoutant toujours la même mention manuscrite : « Lettre typique de juif pour tourner la loi.» Mme Pétain le considérera comme l'un des antisémites les plus virulents de l'entourage de son mari. 
Agent de communication du maréchal, il est pour une large part à l'origine d'une hagiographie faisant de Pétain un grand patriote, mais un homme faible, manipulé par Pierre Laval. Il crée l'embryon d'un service de renseignement particulier, souvent appelé « police du Maréchal ».
Il a reçu la Francisque, et est nommé en 1943 exécuteur testamentaire du maréchal.
Il suit le maréchal à Sigmaringen, est arrêté par les Allemands le 22 novembre 1944 à l'instigation de Fernand de Brinon. Celui-ci essayera de placer Céline à sa place comme médecin personnel, ce que le maréchal refusera. Il est détenu au château d'Eisenberg en Bohême (une extension du camp de Flossenbürg) où il retrouve quelques autres vichystes, tel que Gabriel Jeantet. Il est libéré le 7 mai 1945 par l'armée américaine. De retour en France le 21 mai, il est emprisonné à Fresnes sous l'inculpation d'intelligence avec l'ennemi. Il obtient une libération conditionnelle pour raison de santé le 15 janvier 1946 puis un non-lieu. L'ancien ambassadeur de Suisse à Vichy, Walter Stucki, et un officier vichysso-résistant, le colonel Groussard, témoigneront de ses sentiments anti-allemands. Mais il meurt quelques mois plus tard, le 31 mars 1947 des suites d'un accident de voiture à Mallemort, s'étant endormi au volant.
Sa femme Aline (1912-2004) a été présidente de l'Association pour défendre la mémoire du maréchal Pétain (ADMP) de 1998 à 2000.

## Distinctions
- Ordre de la Francisque